# Ківш (пристрій)

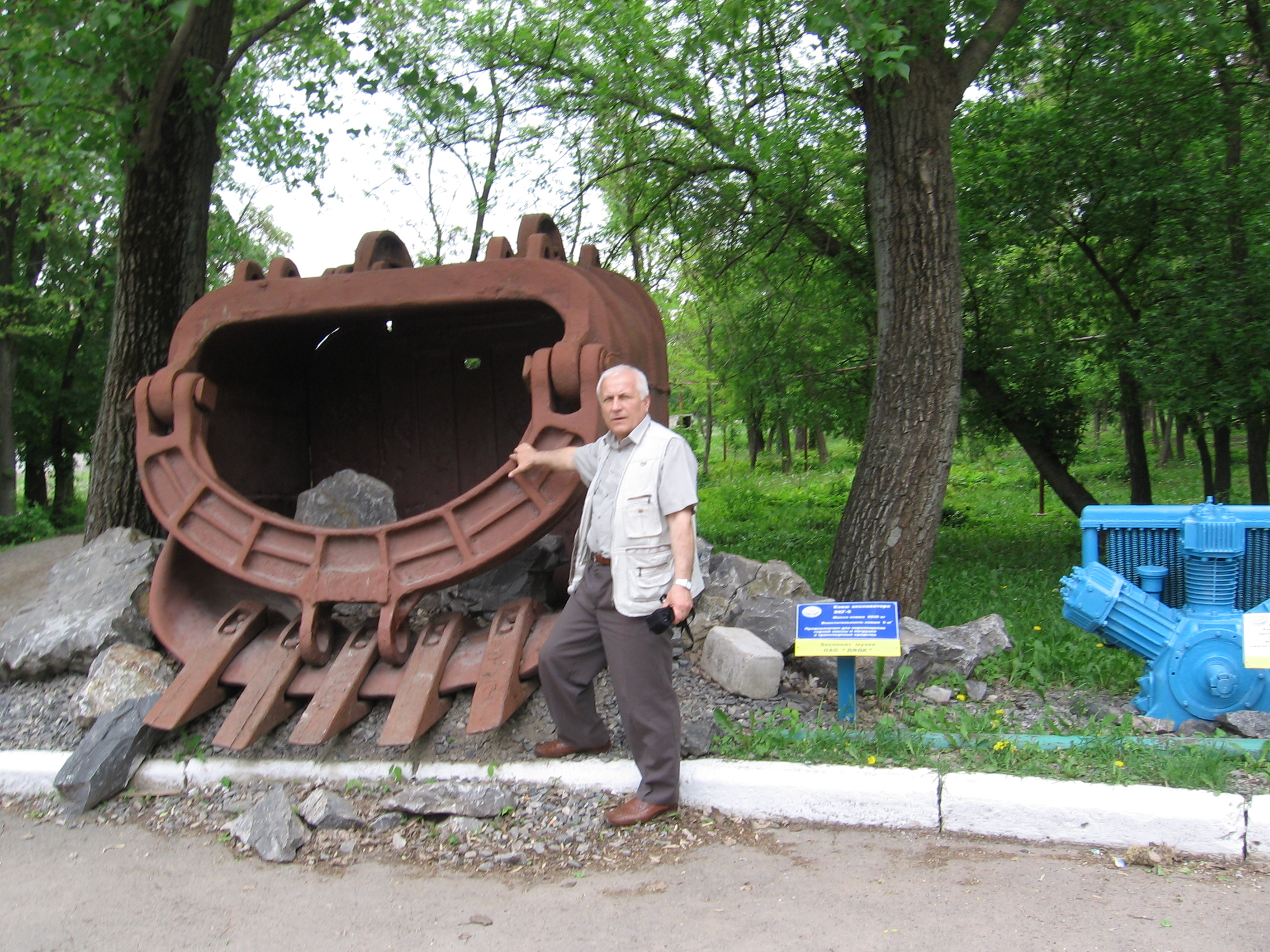
Ківш. Гірничий музей Докучаєвська, Донецька область

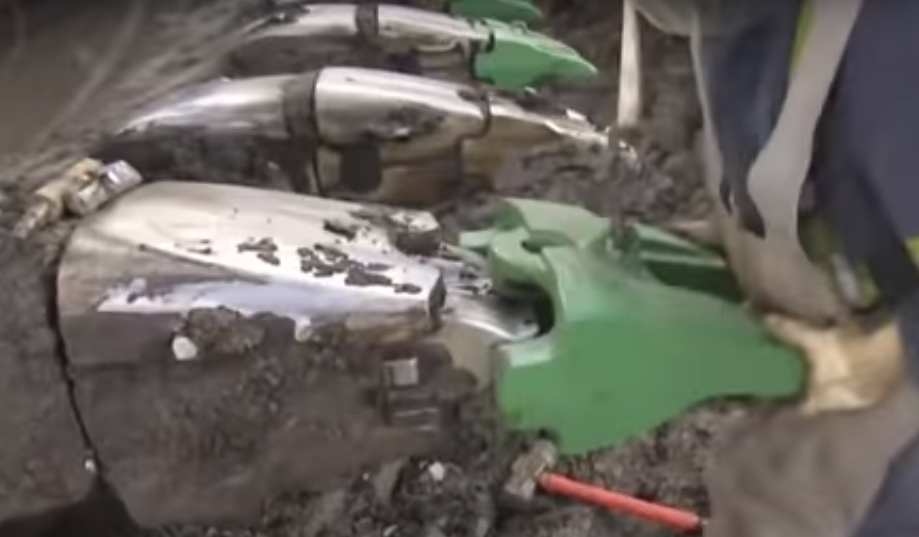
Заміна зуба ковша у високопродуктивному екскаваторі.

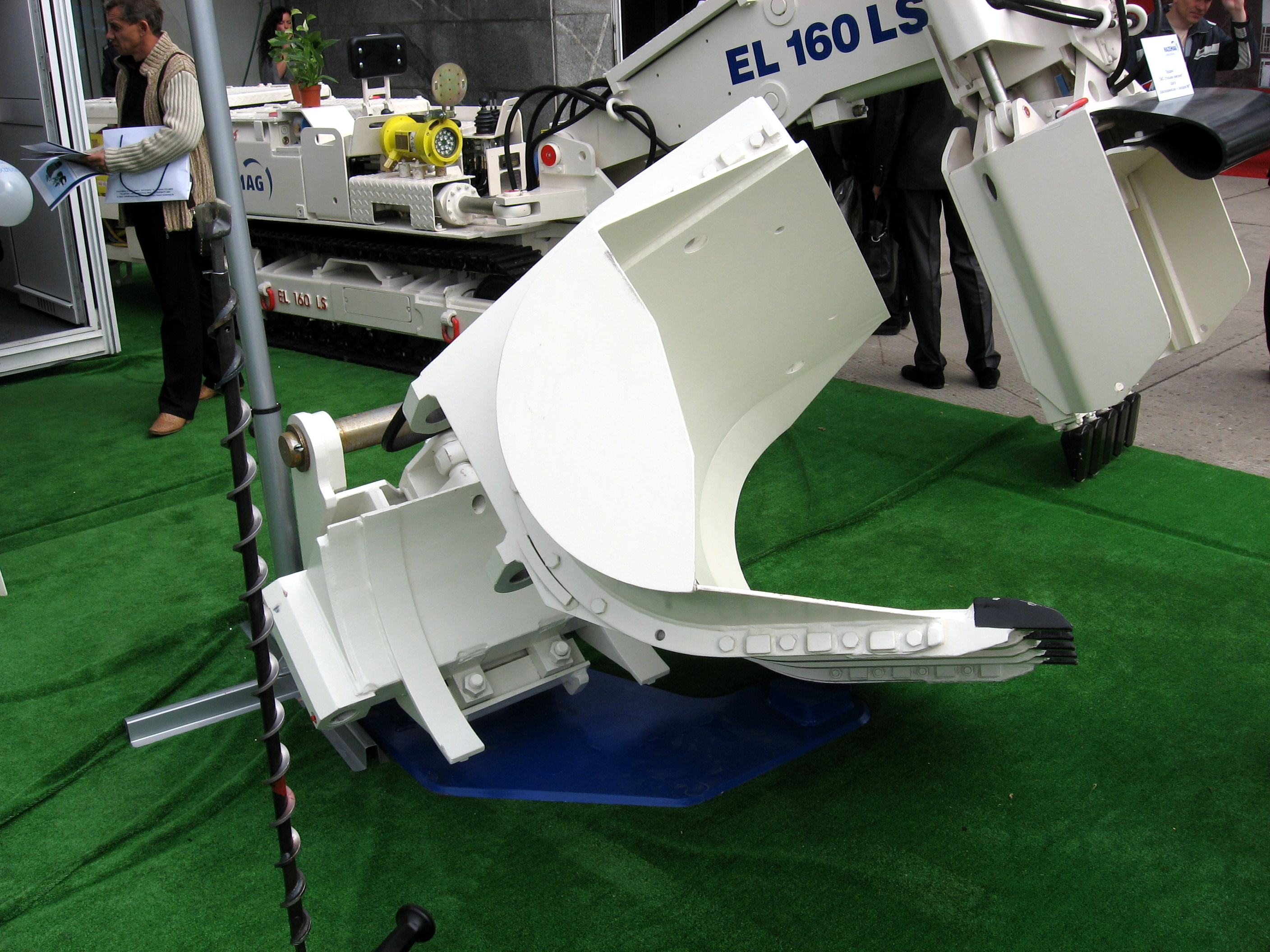
Ківш підошвопіддирочної машини

Ківш чавуновоза

Ківш — частина робочого механізму деяких машин.

## Землерийні машини
Ківш — робочий орган екскаваторів, скреперів та ін. машин для захоплювання-відділення частини ґрунту або ін. матеріалу від масиву та перенесення його до місця вивантаження.
Ковші екскаваторів мають зубці, які призначені для впровадження в ґрунт. Зуби ковша повинні бути міцними, щоб забезпечити високу зносостійкість і тривалий термін служби ковша.

## Підіймачі
Ківш — частина робочого органу елеваторів, норій та ін., закріплена на ланцюгах або стрічці для транспортування порцій сипкої маси. Ківш транспортуючого елеватора має суцільні стінки, зневоднюючого або багер-елеватора — щілинні стінки та днище — для стікання води під час транспортування матеріалу.

## Металургія
У металургії ківшем називають посудину для транспортування у рідкому стані продуктів металургійного виробництва — чавуну, сталі, шлаку. Відповідно до виду вантажу розрізняють чавуновозні, сталевозні, шлаковозні ковші.